# Téléphérique Alpette-Rousses
Le téléphérique Alpette-Rousses ou téléphérique du Dôme des Petites Rousses II est une remontée mécanique de France située en Isère, dans la station de sports d'hiver d'Oz-en-Oisans. Il tient son nom du dôme des Petites Rousses dont il permet d'atteindre le sommet.

## Géographie
Il relie l'Alpette à 2 062 mètres d'altitude au dôme des Petites Rousses à 2 817 mètres d'altitude. L'Alpette peut être rejoint en remontées mécaniques avec le téléphérique Vaujany-Alpette (ou téléphérique du Dôme des Petites Rousses I) depuis Vaujany, la télécabine de l'Alpette depuis Oz-en-Oisans, le télésiège du Clos Giraud sur l'ubac de l'Alpette ou encore le téléski de l'Alpette sur son adret,.

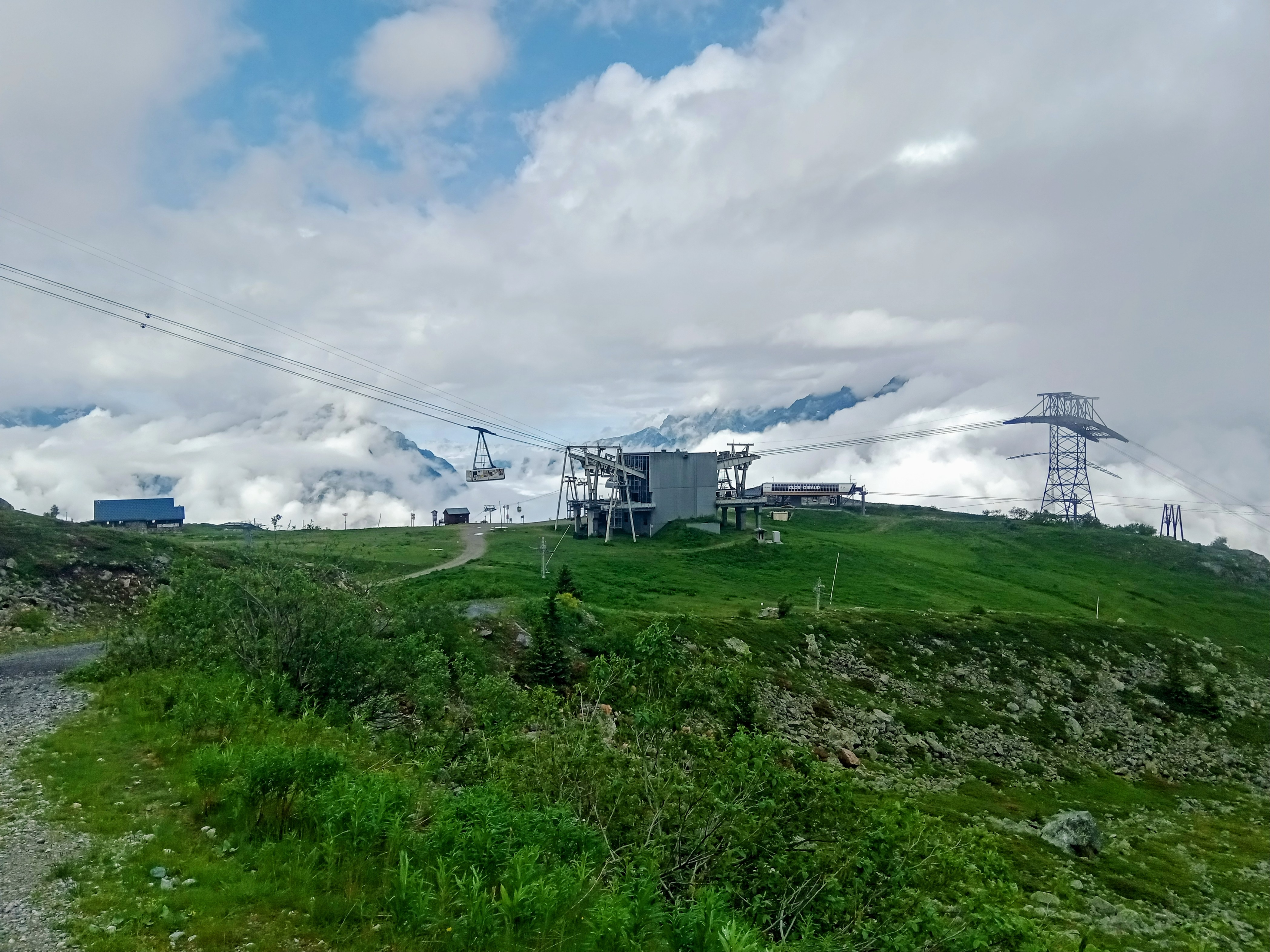
Une cabine au départ de l'Alpette, lieu d'arrivée du téléphérique Vaujany-Alpette visible sur la droite.
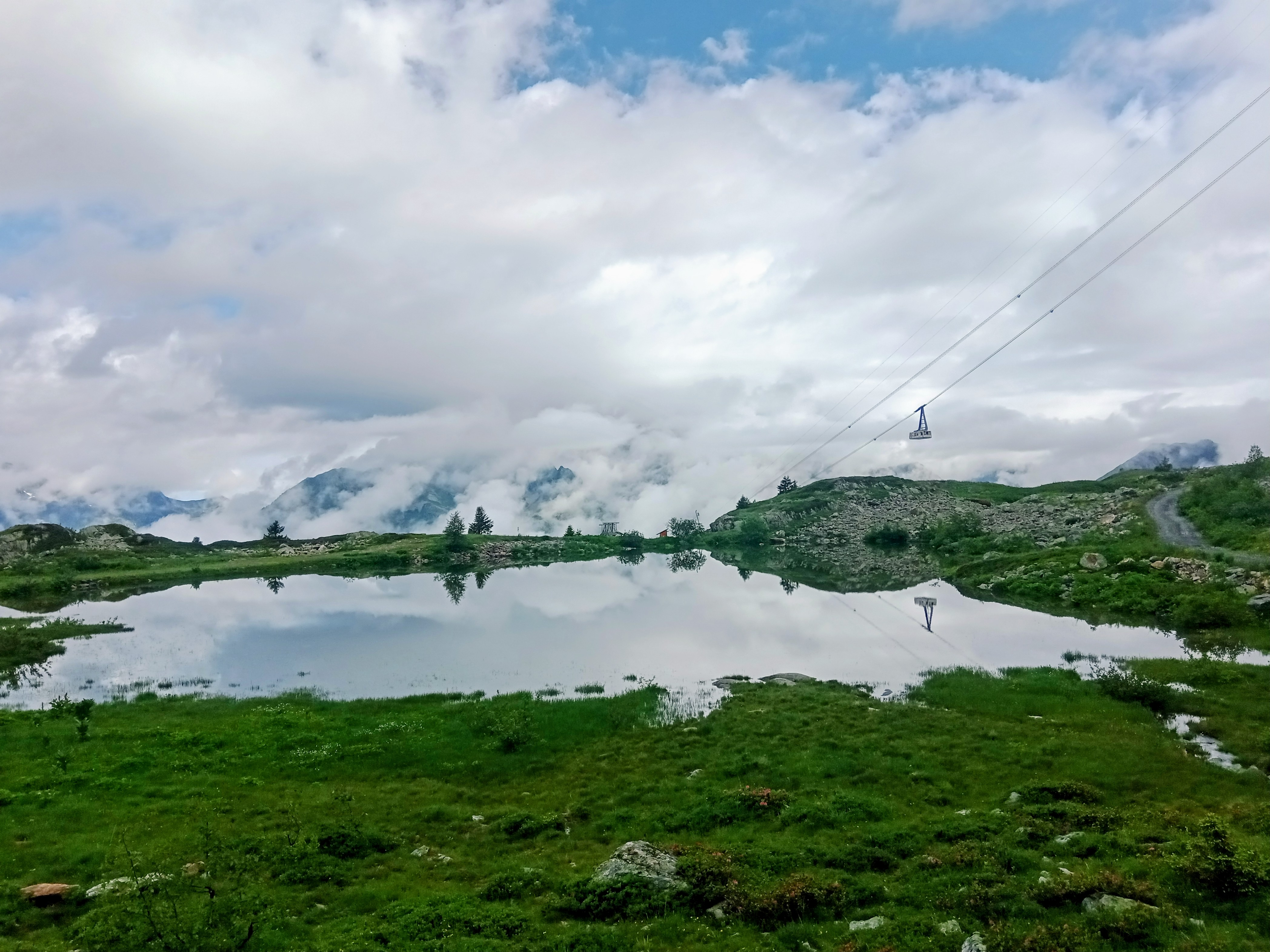
Une cabine depuis le lac Lamat.
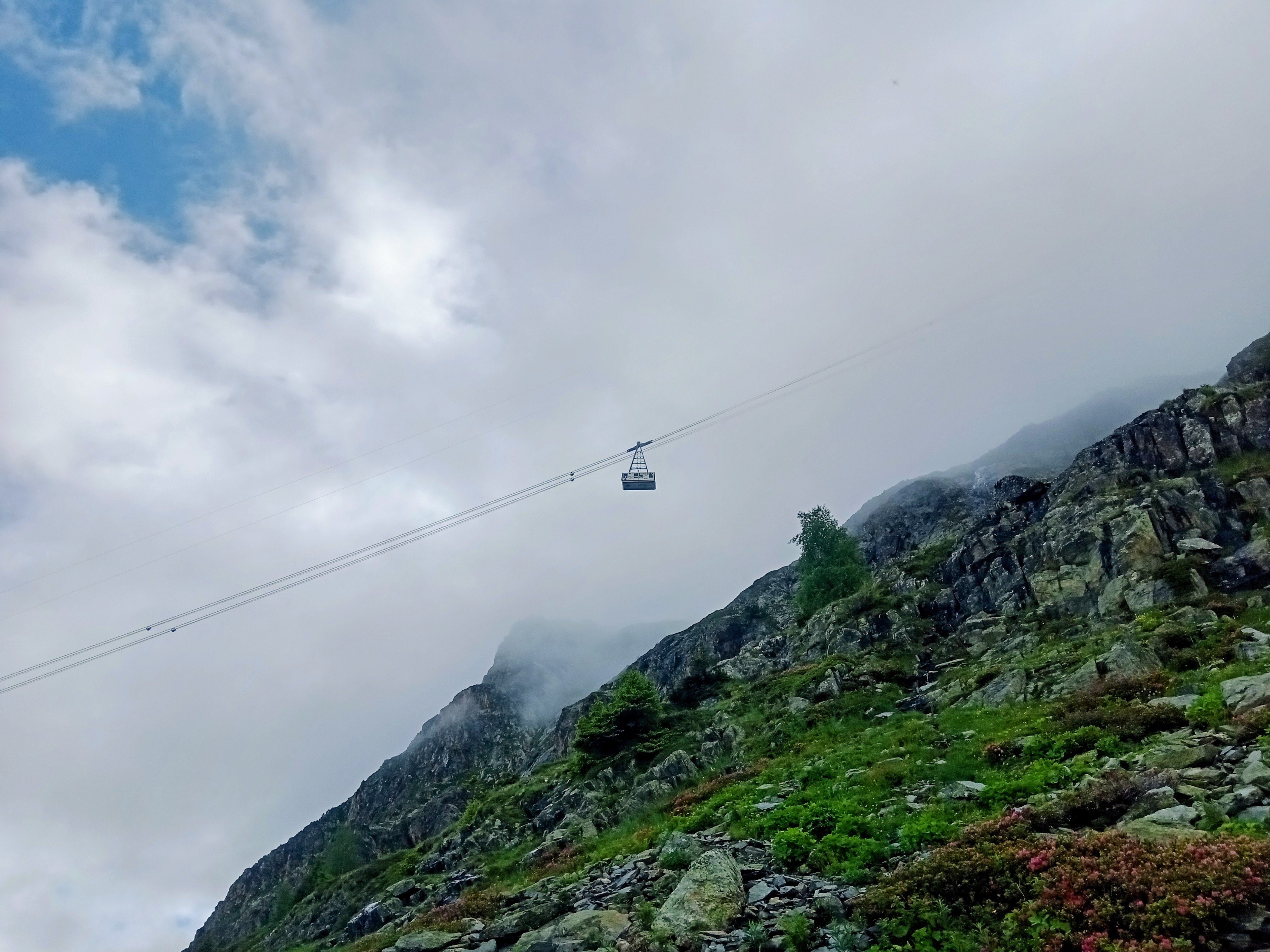
Une cabine en direction du dôme des Petites Rousses.

## Histoire
Il est construit en 1988 et 1989, et ouvert en 1990 en même temps que son premier tronçon entre Vaujany et l'Alpette ; ils sont présentés à l'époque comme « le plus grand téléphérique du monde ».